# Clarence Birdseye
 (novembre 2023).
Si vous disposez d'ouvrages ou d'articles de référence ou si vous connaissez des sites web de qualité traitant du thème abordé ici, merci de compléter l'article en donnant les références utiles à sa vérifiabilité et en les liant à la section « Notes et références ».
Clarence Birdseye (9 décembre 1886 – 7 octobre 1956) est considéré comme le père des techniques de conservation des aliments par le froid et plus particulièrement des techniques de congélation.

## Biographie
En 1912-15, alors qu’il vivait avec sa famille au Labrador il constata que des légumes et d’autres aliments plongés dans de l’eau fortement salée et exposés au vent glacial de l’Arctique pouvaient être conservés sans perdre leur saveur.
De retour aux États-Unis, il fit des études de Biologie et continua ses expérimentations sur le sujet. Il nota que les poissons gelés très rapidement avec un courant d’air froid apparaissaient comme « frais » après décongélation. En 1922, il fonda la Birdseye Seafoods Inc. pour exploiter cette découverte mais la compagnie fit faillite en 1924. En 1925, il s’installa à Gloucester, Massachusetts qui était l’un des principaux ports morutiers des États-Unis et fonda la  General Seafood Co. pour exploiter sa dernière invention le double belt freezer (surgélateur à double courroie, brevet américain #1,773,079). Celle-ci consistait à utiliser un liquide réfrigérant (de l’eau salée très froide) pour refroidir une courroie en acier inoxydable sur laquelle était disposée le poisson emballé qui gelait ainsi très rapidement. Birdseye continua à améliorer la technique et à déposer des brevets. En 1927, il commença à étendre la technique à la viande, aux fruits et légumes.
En 1929, la General Seafood Co. fut vendue à Goldman Sachs et à la Postum Company qui rebaptisèrent la compagnie du nom de  General Foods. En 1930 fut lancée la première tentative de vente d’aliments surgelés auprès du grand public. Ce fut un énorme succès.
En 1946, il améliora sa technique de congélation grâce à la lyophilisation, qui consiste en plus à déshydrater l’aliment. À sa mort, Birdseye détenait 250 brevets.